# Nacionalismo córnico

Bandeira da Cornualha

O Nacionalismo córnico é um movimento cultural, político e social que busca o reconhecimento da Cornualha, condado cerimonial inglês, como uma nação distinta da Inglaterra. Baseia-se, geralmente, em três argumentos de ordem geral:
- Que a Cornualha tem uma identidade cultural celta distinta da Inglesa, arrimada em uma língua e cultura distintas, e que o povo córnico anseia pelo reconhecimento de sua identidade nacional, cívica ou étnico distintas dos ingleses;
- Que deve ser concedida à Cornualha um grau de descentralização ou autonomia, geralmente entendida sob a forma de uma assembleia nacional córnica;[1]
- Que a Cornualha é legalmente um ducado inglês territorial e constitucional, com o direito de vetar a legislação de Westminster, uma vez que nunca teria sido formalmente incorporado à Inglaterra através de um Ato de União, como no caso galês, escocês e norte-irlandês.[2]